# Estigmena chinensis
Estigmena chinensis is een keversoort uit de familie bladkevers (Chrysomelidae). De wetenschappelijke naam van de soort werd in 1840 gepubliceerd door Frederick William Hope.